# ستيف فالنتين
ستيف فالنتين (بالإنجليزية: Steve Valentine)‏ (و. 1966  م) هو ساحر استعراضي، وممثل أفلام اسكتلندي، ولد في بيشاب بريغز.

## وصلات خارجية
- ستيف فالنتين على موقع IMDb (الإنجليزية)
- ستيف فالنتين على موقع ألو سيني (الفرنسية)
- ستيف فالنتين على موقع أول موفي (الإنجليزية)
- ستيف فالنتين على موقع قاعدة بيانات الأفلام السويدية (السويدية)
- ستيف فالنتين على موقع إن إن دي بي (الإنجليزية)
- ستيف فالنتين على موقع قاعدة بيانات الفيلم (الإنجليزية)
- ستيف فالنتين على موقع كينوبويسك (الروسية)